# Anastrophyllum gemmiferum
Anastrophyllum gemmiferum là một loài rêu trong họ Anastrophyllaceae. Loài này được S. Winkl. mô tả khoa học đầu tiên năm 1976.